# Hermann Frahm
Hermann Frahm (Büdelsdorf, Reino de Prusia, 8 de diciembre de 1867 – Remscheid, Alemania, 28 de diciembre de 1939) fue un ingeniero naval alemán.
Fue ingeniero de la constructora naval alemana Blohm & Voß, en Hamburgo. Inventó los tanques antirrodada. En 1909 obtuvo una patente de amortiguadores de vibraciones.